# Polná
Polná este o arie protejată (arie specială de conservare — SAC, sit de importanță comunitară — SCI) din Republica Cehă întinsă pe o suprafață de 0,64 ha, integral pe uscat.

## Localizare
Centrul sitului Polná este situat la coordonatele 48°47′34″N 14°09′00″E / 48.792778°N 14.15°E.

## Înființare
Situl Polná a fost declarat sit de importanță comunitară în aprilie 2005 pentru a proteja 1 specie de plante. Situl a fost protejat și ca arie specială de conservare în iulie 2012.

## Biodiversitate
Situată în ecoregiunea continentală, aria protejată nu include niciun habitat protejat.
La baza desemnării sitului se află o specie protejată de  plante: Gentianella bohemica.